# Duhanivka, Konotop
Duhanivka (în ucraineană Духанівка) este localitatea de reședință a comunei Duhanivka din raionul Konotop, regiunea Sumî, Ucraina.

## Demografie
Componența lingvistică a localității Duhanivka
     Ucraineană (96,48%)
     Rusă (2,84%)
     Alte limbi (0,68%)
Conform recensământului din 2001, majoritatea populației localității Duhanivka era vorbitoare de ucraineană (96,48%), existând în minoritate și vorbitori de rusă (2,84%).